# Miss Antigua e Barbuda

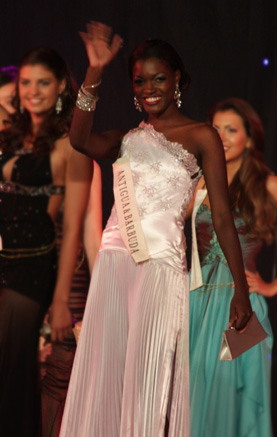
Athina James, Miss Antigua Barbuda 2008.

Miss Antigua e Barbuda è un concorso di bellezza femminile annuale, attraverso il quale vengono scelte le rappresentanti dello Stato di Antigua e Barbuda per Miss Universo e Miss Mondo.

## Albo d'oro
| Anno | Miss Universo    | Miss Mondo                          |
| ---- | ---------------- | ----------------------------------- |
| 2001 | Janil Bird       | Janelle Williams                    |
| 2002 | Aisha Ralph      | Zara Razzaq                         |
| 2003 | Kai Davis        | Anne-Marie Browne (3ª classificata) |
| 2004 | Ann-Marie Brown  | Shermain Jeremy                     |
| 2005 | Shermain Jeremy  |                                     |
| 2006 | Shari McEwan     |                                     |
| 2007 | Stephanie Winter |                                     |
| 2008 | Athina James     | Athina James                        |